# Hansell Riojas
Hansell Argenis Riojas La Rosa (Callao, 15 ottobre 1991) è un calciatore peruviano, difensore del Cienciano.

## Carriera

### Club
Ha sempre giocato nel campionato di casa.

### Nazionale
Ha esordito in nazionale nel 2014. Nel 2015 ha partecipato alla Coppa America.